# Plotheia punctiseriata
Plotheia punctiseriata är en fjärilsart som beskrevs av Embrik Strand 1917. Plotheia punctiseriata ingår i släktet Plotheia och familjen trågspinnare. Inga underarter finns listade i Catalogue of Life.